# Handel (plaats)
Handel is een dorp  in de provincie Noord-Brabant (Nederland). Het hoort tot de gemeente Gemert-Bakel. Op 1 januari 2023 bedroeg het inwoneraantal van Handel 1.860.

## Geschiedenis
Vermoedelijk gaat de geschiedenis van Handel terug tot de beginjaren van de aanwezigheid van de Duitse Orde, die hier de hoeve Haenle bezat. Deze behoorde waarschijnlijk tot het erfdeel van Rutger van Gemert en gaat terug tot het begin van de 13e eeuw. De boerderij, die in carrévorm was gebouwd, werd gesloopt in 1965. Vermoedelijk was dit de eerste zetel van de Commanderij, voordat ze zich naar Gemert verplaatste.
De kapel te Handel is door de Duitse Orde gebouwd, en op 10 september 1459 werd ze verheven tot een zelfstandig rectoraat.

## Bedevaartsoord
Handel is het oudste Maria-bedevaartsoord in Noord-Brabant. De geschiedenis daarvan gaat terug tot 1368. Mogelijk stamt de devotie uit nog vroeger tijd, maar bij een brand in 1709 is het archief verloren gegaan, zodat niets met zekerheid meer valt te achterhalen. Jaarlijks komen er duizenden bezoekers. Achter de kerk ligt een processiepark, waarin het 'wonderbare putje' ligt, waarvan het water geneeskrachtige werking zou hebben. Een andere legende vertelt dat het Mariabeeld dat in de kerk staat gevonden is in een boom. Deze zogenaamde "Mariaboom" werd getroffen door de bliksem en spleet open. In het midden van de boom is toen het Mariabeeld gevonden. De inmiddels dode Mariaboom staat nog steeds in het bos.
Een meer gangbaar verhaal betreft de doren stock ofwel de Meidoorn, waarin het Mariabeeld zou zijn verschenen aan een herder, wiens schapen spontaan gingen knielen.
Een van de bekendste en grootste bedevaarten naar Handel is de Handelse Processie, die jaarlijks door ca. duizend bedevaartgangers te voet vanuit het 40 km verderop gelegen Valkenswaard wordt afgelegd.
Deze processie voert ook langs de Kèskesdijk. Deze weg die van Gemert naar Handel voert wordt geflankeerd door zeven kèskes, wat kleine kapelletjes zijn met een nis. Hierin bevindt zich een beeldengroep die steeds verwijst naar een van de Zeven smarten van Maria.

## Bezienswaardigheden
- De Kerk van Onze Lieve Vrouw ten Hemelopneming is voortgekomen uit een privékapel die door de Duitse Orde is gebouwd en voor het eerst in 1368 werd vermeld. In de 15e eeuw kreeg de kapel een toren en vanaf 1603 kwam er een reeks miraculeuze genezingen op gang die de bedevaartgangers in groten getale naar Handel deden komen. In totaal zijn 39 genezingen gedocumenteerd, de laatste in 1933. Van 1648-1662 mocht de katholieke godsdienst niet worden uitgeoefend en verviel de kerk. Daarna keerde het gezag van de Duitse Orde weer terug. In 1695 werd een orgel geplaatst en in 1708 werd de kerk vergroot. Eind 19e eeuw werd de kerk hersteld en uitgebreid door Jos Cuypers, waarbij delen van het oude gebouw intact bleven maar een nieuw priesterkoor, twee zijbeuken en een nieuwe toren werden bijgebouwd. In de kerk bevinden zich een aantal kunstvoorwerpen, waaronder schilderstukken en een calvariegroep.
- Het processiepark bevindt zich achter de kerk. Het werd in het begin van de 20e eeuw aangelegd vanaf 1908. Dit park bevat de Rozenkransweg met een reeks van 20 neogotische kapelletjes die de Geheimen van de Rozenkrans tonen. Ook is er de Kruisweg, bestaande uit beeldengroepen. Deze zijn echter sterk door betonrot aangetast. Voorts is er een openluchtaltaar en zijn er nog een aantal andere beeldengroepen. Dan is er de heilige bron. Deze werd oorspronkelijk gevoed door kwelwater dat opborrelde ten gevolge van het wijstverschijnsel dat ter plaatse van de hier gelegen Storing van Handel, een neventak van de Peelrandbreuk, optreedt. Door een ruilherverkaveling is de waterhuishouding echter in het ongerede geraakt en is er ook geen kwel meer, zodat het water nu moet worden opgepompt. Het processiepark werd in 2001 geklasseerd als rijksmonument.
- De Kèskesdijk is de oude bedevaartsweg van Gemert naar Handel, de Handelseweg, waarlangs een aantal kleine kapelletjes en een grotere kapel, de Ossenkapel staan.
- Huis Bloemendaal was een kluis en school van de Broeders Penitenten die van 1734-1742 heeft bestaan. Later is het een boerderij geworden die vele malen verbouwd is. Ze bevindt zich aan de Pastoor Castelijnsstraat. De eerste kluizenaar was broeder Hogaert Verhofstad die koster in de Handelse kapel en kluizenaar was van 1694-1719 en voor de Mariatroon werd begraven. In 1723 werd hij door drie pelgrimerende gezellen opgevolgd die naast het kosterschap ook het bierbrouwen, de kaarsenmakerij en de land- en tuinbouw beoefenden. In 1725 begonnen ze met het geven van katholiek onderwijs, ook aan aanzienlijke families uit Holland, waar dit type onderwijs verboden was. In 1732 kochten ze een stuck land, omtrent 2 loopense groot, en heyde om daar op eigen grond te kunnen timmeren, soo voor broeders als voor scholieren. Aangezien het een kloostergemeenschap van meer dan 5 personen was, wat in strijd was met het soevereiniteitsverdrag van 1662, werd er druk uitgeoefend om te vertrekken. De lekenbroeders vertrokken naar wat later uitgebouwd zou worden tot Huize Padua, een kilometer noordwaarts, dat onder Boekel viel, wat op zijn beurt tot het Land van Ravenstein behoorde, waar geen beperkingen aan kloostergemeenschappen werden opgelegd.

## 18e-eeuws bedevaartslied
Op een stoeprand die om de gehele kerk is gelegd bevindt zich de tekst van het Handels pelgrimslied dat uit de 18e eeuw stamt en in archaïsch taalgebruik is geschreven:
Laet ons ras naer Handel gaen

Laet ons daer Mariam groeten

Die ons droefheyt kan versoeten

En ons all weet bij te staen

Laet ons vierige gebeden

Storten voor die suyver Maeght

Die uyt Moederlijcke leden

Ons gebedt bij Godt op-draeght

Niemant wort van haer veracht

In haer Moederlijcke ermen

Wilt sy allen Mensch beschermen

Haeren Soon geeft haer de macht

Jesus heeft aen haer gegeven

(Mensch dan tot Mariam vlucht)

Dat gy door haer hulp sult leven

Als gy quelt of als gy sucht

Daerom gaen wij nu gelijk

Haer soet Beeldt tot Handel eeren

Opdat sy van ons wilt keeren

Dat ons Ziel is schadelijk

Door haer Beeldt sal ons geschieden

 't Gene dikmaels is geschiet;

Want veel droeve siecke lieden

Komen daer uyt hun verdriet.

Het behaegt aen Godt den Heer

En aen Jesus onsen Broeder

Dat Maria zijne Moeder

 't Handel wort bewezen Eer

Godt laet dit genoegsaem merken

Dat Marias eer is goet

Door die wonderbare werken

Die hij door Mariam doet

Wat en heeft Godt niet gedaen

Binnen Handel aen veel Menschen?

Die Mariam eer toewenschen

En voor uwen Autaer staen?

Koortsen, siekten, swarigheden

Die ons herten quellen seer

Heeft Maria af-gebeden

En noch veere smerten meer.

Blintheyt, doofheyt, kreupelheyt

Binnen Handel syn verdreven

Door Maria wort gegeven

Van Godt alle lustigheyt

Hierom willen wij gaen vieren

Binnen Handel den Autaer

En Marias Beeldt vercieren

Ons versoecken doen door haer.

## Natuur en landschap
- Ten westen van Handel ligt een gordel van naaldbossen die op voormalige stuifzandruggen geplant zijn. Dit gebied De Strijbosch is rijk aan hoogteverschillen. Er loopt een stroompje door dit gebied.
- Aan de Strijbosscheweg ligt bezoekerscentrum De Specht, waar plaatselijke natuurorganisaties zetelen en ook tentoonstellingen worden gehouden. Van hier uit zijn meerdere wandelroutes uitgezet. In 2005 is hier ook een kruidentuin, De Zonnestraal, geopend. Voorts is er een insectenmuur, een vleermuisbunker en een moerasgebied. De hier in de nabijheid gelegen Hoeve Strijbosch werd reeds in 1470 vermeld, maar is in de loop der eeuwen herhaaldelijk verbouwd.
- Ten oosten van Handel liggen Peelontginningen.
- Tussen Gemert en Handel stroomt de Peelsche Loop terwijl de grens met Boekel gevormd wordt door de Landmeerse Loop.
- De Storing van Handel, een zijtak van de Peelrandbreuk, loopt van noord naar zuid door Handel en zorgde vroeger voor wijstverschijnselen.

## Verenigingen
- Fanfare St. Cecilia
- Sambavereniging
- Voetbalclub
- Korfbalvereniging Blauw-Wit
- Carnavalsstichting
- Toneelgroep De Kern
- Waterski & wakeboardcentrum
- Muziekgroep Internos
- Stichting Jeugdbelangen Handel, ook wel gewoon 'de Jeugd'

## Nabijgelegen kernen
Huize Padua, Gemert, Elsendorp, Boekel, Venhorst